# Desmonts
Desmonts település Franciaországban, Loiret megyében. Lakosainak száma 171 fő (2022. január 1.). Desmonts Bromeilles, Orville, Puiseaux, Burcy és Fromont községekkel határos.

## Népesség
A település népességének változása:
| Lakosok száma | 105  | 111  | 154  | 177  | 164  | 168  | 170  | 175  | 175  | 171  |
|               | 1968 | 1982 | 1990 | 2006 | 2013 | 2015 | 2017 | 2019 | 2020 | 2022 |